# Riccardo Lombardo
Riccardo Lombardo (Moncalieri, 25 aprile 1967) è un attore, doppiatore e direttore del doppiaggio italiano.
Principalmente è conosciuto per aver doppiato Nappa e Mr. Satan in Dragon Ball Z e Dragon Ball GT.

## Carriera
Ha iniziato la sua attività di doppiatore negli studi di Torino e Milano per poi spostarsi a Roma. Lavora dal 2001 anche come direttore del doppiaggio.

## Filmografia

### Cinema
- Il giorno più bello, regia di Andrea Zalone (2022)
- Non morirò di fame, regia di Umberto Spinazzola (2022)

### Televisione
- La Sindone - 24 ore, 14 ostaggi, regia di Lodovico Gasparini (2001)
- La memoria e il perdono, regia di Giorgio Capitani (2001)
- Il sorteggio, regia di Giacomo Campiotti (2010)
- Fuoriclasse, regia di Riccardo Donna (2011)
- Qualunque cosa succeda, regia di Alberto Negrin (2013)
- Braccialetti rossi, regia di Giacomo Campiotti (2014)
- Non uccidere - serie TV (2015-2018)
- Ognuno è perfetto, regia di Giacomo Campiotti (2019)
- Vivi e lascia vivere, regia di Pappi Corsicato (2020)
- Rita Levi Montalcini, regia di Alberto Negrin - film TV (2020)
- Petra - serie TV (2020)
- Giustizia per tutti, regia di Maurizio Zaccaro, puntata 1 (2022)

## Teatro
- Un anno con tredici lune di Rainer Werner Fassbinder
- Glengarry Glen Ross di David Mamet
- L'apparenza inganna di Thomas Bernhard
- Questa sera si recita a soggetto di Luigi Pirandello
- La bottega del caffè di Carlo Goldoni
- Macbeth di William Shakespeare

## Doppiaggio

### Cinema
- Lochlyn Munro in Detective Knight - La notte del giudizio, Detective Knight - Giorni di fuoco, Detective Knight - Fine dei giochi
- Ray Liotta in Go with Me - Sul sentiero della vendetta, The River Murders - Vendetta di sangue
- Vinnie Jones in Escape Plan - Fuga dall'inferno
- Mickey Rourke in Spun
- Ray Romano in Grilled
- Jeff Bridges in American Heart
- John Goodman in Dirty Deeds
- Hakan Karahan in Memories
- Tony Goldwyn in The Sisters
- Mick Rossi in 2:22 - La rapina ha inizio
- Russell Hornsby in Stuck
- Arthur Malet in La piccola principessa
- Joseph Marino in Day of the Dead 2 - Contagium
- Taro Suwa in Uzumaki
- Dian Hristov in Undisputed II: Last Man Standing
- Hristo Šopov in Undisputed III: Redemption
- Miltos Yerolemou in Come ti ammazzo il bodyguard 2 - La moglie del sicario
- Robert Bogue in Naked Singularity
- Nando Cunha in Vicini per forza
- Ira Amyx in Non così vicino
- Steven Houska in Oppenheimer
- Ron Perlman in Transformers - Il risveglio
- Daniel MacPherson in Land of Bad
- Angus Macfadyen in Horizon: An American Saga - Capitolo 1

### Televisione
- Henry G. Sanders in La signora del West, Dr. Quinn - Il film
- Aaron Douglas in Hemlock Grove
- James Belushi in Dentro la tv
- Craig McLachlan in Le sorelle McLeod
- Fred Whitlock in Le sorelle McLeod
- Eric Bogosian in Law & Order: Criminal Intent
- Rick Aiello in Dellaventura
- Branscombe Richmond in Tremors
- Alexander Kalugin in Merlino e l'apprendista stregone
- Mehmet Aslantuğ in Innocence
- Thierry Ashanti in 15/Love
- Aaron Fletcher in Lewis & Clark
- Mark Mitchell in Il faro incantato
- Dieter Pfaff in Balko
- Ian Gomez in Lexi e il professore scomparso
- Clive Standen in Vikings
- Darren Pettie, Norm Lewis e Robert Baker in Scandal
- Mark Dobies in Sentieri
- Billy Zane in Running Delilah
- Granville Van Dusen e David Allen Brooks in Febbre d'amore (2ª edizione)
- Sam Behrens in Febbre d'amore (2ª voce)
- Keith Hamilton Cobb in Febbre d'amore
- William Grey Espy in Febbre d'amore (2ª edizione)
- Peter Zinter e Joachim Lätsch in Tempesta d'amore
- Carlos Cámara Jr. in Un volto, due donne
- Marco Uriel in Regina
- Juan Carlos Serran in Esmeralda
- Antonio Calloni in Terra nostra
- Werner Schünemann in Garibaldi, l'eroe dei due mondi
- Daniel Alvarado in Vendetta d'amore
- Henry Soto in Kassandra
- Matthias Klimsa in Il matrimonio del mio ex fidanzato
- Greg Littman in Swarm - Minaccia dalla giungla
- Alexis Ayala in Huracan
- Alberto Puyol in La madre
- Hector Cruz in Amanti
- Jeff Hanson in Mio caro stupidiario
- Luis Mesa in Betty la fea
- Humberto Martins in Gabriela
- Fabián Vena in Una famiglia quasi perfetta
- Tommi Korpela in Deadwind
- Tamer Burjaq in One Piece
- Clancy Brown in Ahsoka
- Paul Sun-Hyung Lee in Avatar - La leggenda di Aang
- Philip Covin in Will Trent
- Nicolas Berno in Lupin[1]

### Film d'animazione
- Dragon Ball Z - La minaccia del demone malvagio (ridoppiaggio), Dragon Ball Z - L'irriducibile bio-combattente (ridoppiaggio), Dragon Ball Z - Il diabolico guerriero degli inferi (ridoppiaggio) - Mr. Satan
- Dragon Ball Z - Le origini del mito (ridoppiaggio) - Nappa
- Beavis & Butt-Head alla conquista dell'America - Driuken Muddy Grimes
- One Piece - Avventura all'Isola Spirale - Bear King
- Oh, mia dea! - The Movie - Tamiya Toraichi
- Kenshin il Vagabondo: Capitolo del tempo - Jinne Udo
- Batman - Il mistero di Batwoman - Carlton Duquesne
- Top Cat e i gatti combinaguai - Bad Dog
- Rayearth - Il sogno di Emeraude - Lexus
- La leggenda di Santa Claus - Generale degli Hagua
- Piuma, il piccolo orsetto polare - Henry
- I nove cani di Babbo Natale - Pierre
- Melanzane - Estate andalusa - Zamenhoff
- Negadon, il mostro venuto da Marte - Voce narrante
- Billy il koala - Wombo
- Alla ricerca della Valle Incantata 7 - La pietra di fuoco freddo - Pterano
- Alla ricerca della Valle Incantata 8 - Avventura tra i ghiacci - Coda-a-lancia
- Mobile Battleship Nadesico - The Movie - Il principe delle tenebre - Goat Hory
- Detective Conan - L'asso di picche - Murakami
- I Cavalieri dello zodiaco - La leggenda del Grande Tempio - Toro
- Belle - Fox

### Serie animate
- Nappa in Dragon Ball Z, Dragon Ball GT
- Bora (2° voce) in Dragon Ball
- Mustard (dei Quattro Re) in Dragon Ball Z
- Mr. Satan in Dragon Ball Z, Dragon Ball GT, Dragon Ball Super
- Dr. Nick in Sonic Underground
- LT. Surge in Pokémon: Indigo League
- Olandese Volante in Spongebob
- Padre di Franklin in Franklin
- Yulius in Berserk
- Preside in Creepschool
- Geggy in Yui - Ragazza virtuale
- Yasushi Takagi in Nana
- Mr. Strazia in ¡Mucha Lucha!
- Agente Gala in Dr. Slump[2] (2º doppiaggio, serie 1980/86)
- Eddie Brock/Venom in Spider-Man Unlimited
- Baxter Stockman in Tartarughe Ninja
- Dunga in Beyblade V-Force
- Tim Challangham in Ghostforce
- Padre di Sharon in Sorriso d'argento
- Windam in Magic Knight Rayearth (primo doppiaggio)
- Rayearth in Magic Knight Rayearth (secondo doppiaggio)
- Jo Vispa in Tex Avery Show
- Toro in I Cavalieri dello zodiaco - Saint Seiya - Hades (ep. 3), I Cavalieri dello zodiaco - Saint Seiya: Soul of Gold
- Giganto in I Cavalieri dello zodiaco - Saint Seiya - Hades
- Johnny Steps in Yu-Gi-Oh!
- Mr. Huffington e Jinzo in Yu-Gi-Oh! GX
- T-Bone in Extreme Dinosaurs - Quattro dinosauri scatenati
- Optimus Primal/Black Jack in Rombi di tuono e cieli di fuoco per i Biocombat
- Kisame Hoshigaki in Naruto
- Killer Bee in Naruto: Shippuden (1ª voce)
- Kuina in Noein
- Mr. 5, Calgara, Corto, Drake, Heracles, Mashira e Paty in One Piece
- Heizo Hattori (ep. 80), Ginzo Nakamori (2ª voce) e Andre Camel (1ª voce) in Detective Conan
- Fitz in Roswell Conspiracies
- Tony Stark e agente Pratt in I Fantastici 4 - I Più Grandi Eroi Del Mondo
- Papà Pig (2ª voce) in Peppa Pig
- Jean Pierre Polnareff negli OAV di Le bizzarre avventure di JoJo
- Dan il Forzuto in Gravity Falls
- Danny Clay (1ª voce) in Transformers: Robots in Disguise
- Padrig Winks in Le avventure di Piggley Winks
- Jim Morales (1ª voce) in Code Lyoko
- Larry Menta Piperita in Le meravigliose disavventure di Flapjack
- Dan in Squirrel Boy
- Ultimoose in Yin Yang Yo!
- Emo in Siamo fatti così
- Ilbren in Æon Flux
- Tom Anderson in Beavis and Butt-head (reboot)
- Alex in Captain Laserhawk: A Blood Dragon Remix
- Luzum in Secret Level
- Samidare Momoya in Togen Anki - Sangue maledetto
- Asset in Mobile Suit Gundam GQuuuuuuX
- Klopp in Leviathan

### Videogiochi
- Commissario Leber in Gabriel Knight 2: The Beast Within (1995)[3]
- Dottor Jim Kirkland e Dottor George Callison in Devil's Canyon (1997)[4]
- Al Fuoristrada in Gas-Gas entra in gara (1998)[5]
- Comunicazioni radio in Counter-Strike (1999), Counter-Strike: Source (2004), Counter-Strike: Condition Zero. (2004)
- Lukyan in A sangue freddo (2000)[6]
- Qual-Hehk in Diablo II (2000)[7] (2000)
- Medico e Soldato dell'ordine, Aerodyne bombardiere e Terradyne ricognitore in Ground Control[8]
- Aerodyne Bombardiere e Terradyne Ricognitore in Ground Control: Dark Conspiracy (2000)[9]
- Maggiore McCain in Aliens versus Predator 2 (2001)[10]
- Lamb in Alone in the Dark: The New Nightmare (2001)[11]
- Califfo, Guardia e Genio in Atlantis III: Il nuovo mondo (2001)[12]
- Alfred Woden e voci aggiuntive in Max Payne (2001)[13]
- Capitano Jacob Keyes in Halo: Combat Evolved[14] (2001) e Halo: Reach (2010)[15]
- Razza in Dark Angel (2002)[16]
- Morey e Rocco Squalo in Freddi Pesce - Il caso dei maialini con le pinne (2002)[17]
- Carter, McReady e North in La Cosa[18]
- Paulie in Mafia: The City of Lost Heaven (2002)[19]
- Crawler e Anticarro in Command & Conquer: Generals (2003)[20]
- Criminali e Voce fuori campo in Judge Dredd: Dredd vs Death (2003)[21]
- Tesshu Fujioka in Tenchu: Wrath of Heaven (2003)[22]
- Robert Price, Charlie Haskel e Robert Cody in Doom 3 (2004)[23]
- Briganti in Shrek 2 (2004)[24]
- Yusuf Tazim in Assassin's Creed: Revelations (2011)[25]
- Rell in Bulletstorm[26] (2011)
- Bishop in Aliens: Colonial Marines (2013)[27]
- Cole Freeman in Beyond: Due anime[28] (2013)
- Rex Fury in LEGO City Undercover (2013) e LEGO City Undercover: The Chase Begins (2015)
- Re dei mercanti in Assassin's Creed: Unity (2014)[29]
- Barnabas e Generale Torion in Diablo III: Reaper of Souls (2014)[30]
- Rexxar in Hearthstone (2014)[31]
- Tahir in Dying Light (2015)[32]
- Rexxar e Jim Raynor in Heroes of the Storm (2015)[33]
- Jim Raynor in Starcraft II - Legacy of the Void (2015)[34]
- Martin Hatch in Quantum Break (2016)[35]
- Hal Jordan/Lanterna Verde in Injustice 2 (2017)[36]
- George Lambert in Jurassic World Evolution (2018)[37]
- Shadow the Hedgehog in Super Smash Bros. Ultimate (2018)[38]
- Viktor Vektor in Cyberpunk 2077 (2020)[39]
- Sergente di Prima Classe Steven Hawkins in Vietcong (2003)

### Pubblicità televisive
- Speaker di William Hill, Findus, Volkswagen Tiguan.

### Pubblicità radiofoniche
- Speaker di Ferrero, Esselunga, Pirelli.